# Зинин, Андрей Филиппович
Андрей Филиппович Зинин (1915—1983) — подполковник Советской Армии, участник советско-финской и Великой Отечественной войны, Герой Советского Союза (1940).

## Биография
Андрей Зинин родился 15 (по новому стилю — 28) октября 1915 года в селе Зимненки (ныне — Вешкаймский район, Ульяновской области). Окончил семь классов школы и школу фабрично-заводского ученичества в Ульяновске. В 1937 году Зинин был призван на службу в Рабоче-крестьянскую Красную Армию. Участвовал в польском походе РККА. В 1939—1940 годах принимал участие в советско-финской войне, будучи командиром взвода 377-го танкового батальона 97-й стрелковой дивизии Северо-Западного фронта.
26 февраля 1940 года в районе населённого пункта Куса (ныне — Климово Выборгского района Ленинградской области) Зинин участвовал в атаке танкового взвода на финский дзот, Зинин пятью выстрелами поджёг его, а затем уничтожил трёх снайперов противника. Когда на одном из танков взвода слетела гусеница, Зинин под вражеским огнём починил его, оказал помощь экипажу и спас от гибели командира танка.
Указом Президиума Верховного Совета СССР от 7 апреля 1940 года за «образцовое выполнение боевых заданий командования на фронте борьбы с финской белогвардейщиной и проявленные при этом отвагу и геройство» младший командир Андрей Зинин был удостоен высокого звания Героя Советского Союза с вручением ордена Ленина и медали «Золотая Звезда» за номером 492.
В 1941 году Зинин окончил Ульяновское танковое училище. Гвардии старший лейтенант А. Ф. Зинин участвовал в Великой Отечественной войне в качестве командира роты танков ИС-2 57-го отдельного тяжёлого танкового полка. После её окончания он продолжил службу в Советской Армии. Участвовал в Параде Победы. В 1954 году он окончил курсы усовершенствования офицерского состава. В 1961 году в звании подполковника Зинин был уволен в запас. Проживал в городе Новотроицке Оренбургской области, умер 7 апреля 1983 года.
Почётный гражданин Новотроицка. Был также награждён орденами Красного Знамени, Александра Невского, двумя орденами Красной Звезды, рядом медалей.